# 일본외사

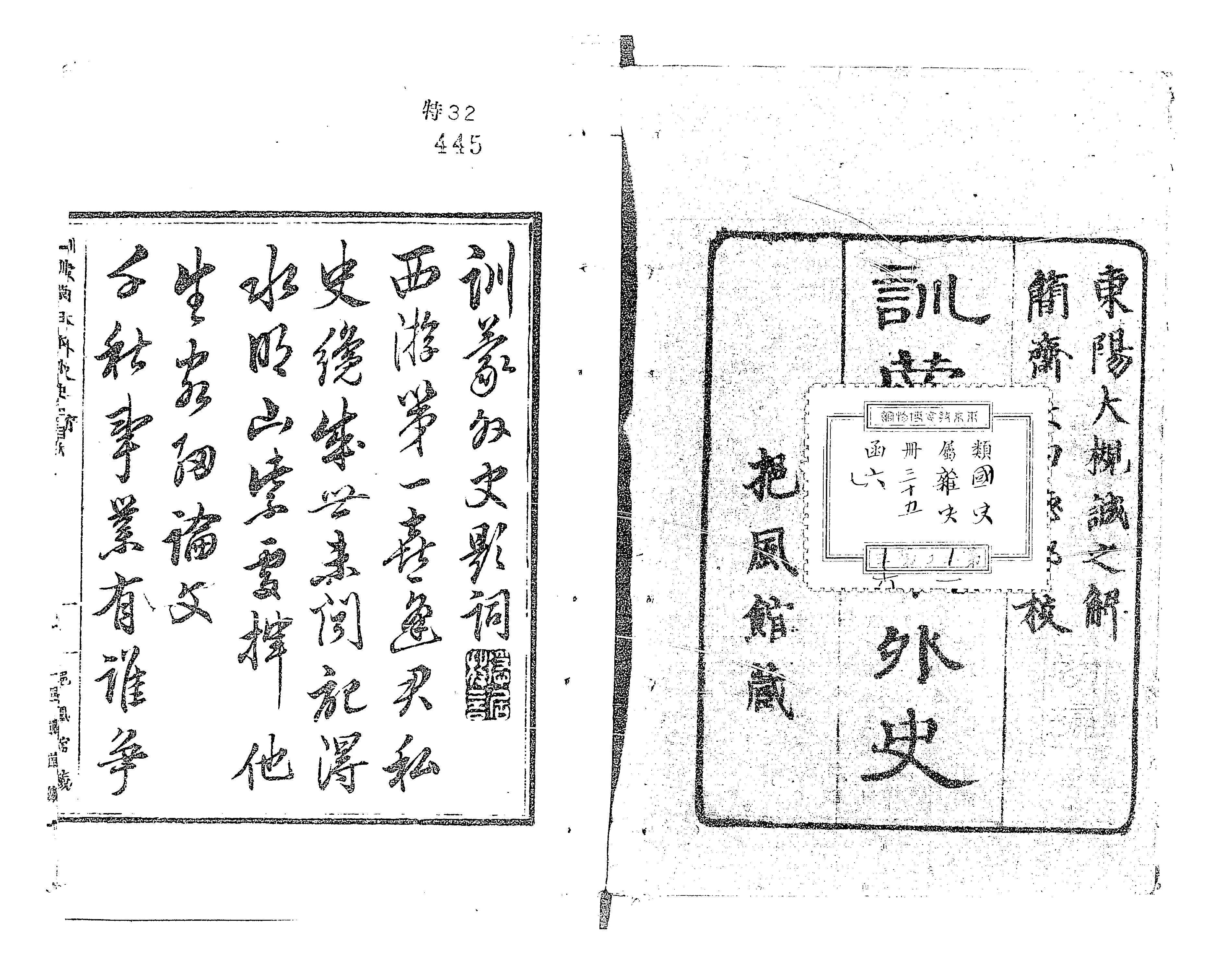

《일본외사》(일본어: 日本外史 にほんがいし[*])는 일본 에도 시대 후기에 라이 산요(頼山陽)가 지은, 일본사를 다룬 서적의 이름이다. 전체 22권으로 되어 있으며, 한문으로 적혀 있다. 분세이(文政) 10년(1827년), 산요와 교류가 있었던 전 로주 마쓰다이라 사다노부(松平定信)에게 헌정되었고, 2년 후에 오사카(大坂)의 아키타야(秋田屋) 등 세 곳의 서점에서 공동으로 발행되었다.
'외사'라는 말은 민간에서 저술된 역사서라는 뜻이다. 헤이안 시대 말기 겐지, 헤이시 두 집안의 충돌인 헤이지의 난부터 시작하여, 최종적으로 에도 막부를 연 도쿠가와 씨에 이르기까지 여러 무가 가문들의 역사를 무가(武家)를 중심으로 한문으로 기술하였다.
가계별로 열전 형식을 이용해 서술하고 있다. 간명하고 열정적인 문장 서술로 많은 이들의 사랑을 받았으나, 참고 문헌으로 군담문학 작품을 사용하는 등 역사적 사실에 충실하다고 보기 어려운 기사들도 더러 보이기 때문에, 사전소설(史傳小說)의 원류 중 하나라고도 할 수 있다.
이 책은 막부 말기 존왕양이 운동과 근왕 사상에 다대한 영향을 끼쳤다고 한다. 메이지(明治) 이후 일본어 구어체로 번역된 책도 여러 곳에서 간행되었으며, 막부 말기에서 메이지 시대에 걸쳐서도 널리 읽힌 베스트셀러였다.

## 개요
중국 전한(前漢)의 역사가 사마천(司馬遷)이 저술한 《사기》(史記)의 체제를 본떠 일본의 무가(武家) 13개 집안의 성쇠를 집안별로, 인물 중심으로 기술하였다. 라이 산요가 20대였던 간세이(寛政) 12년(1800년) 탈번(脱藩) 뒤 유폐중일 때 쓰기 시작했고, 방면된 뒤에 퇴고를 거듭하여 분세이(文政) 9년(1826년)에 완성되었다. 전22권 12책.
헤이안 시대 말기 겐지(源氏) ・ 헤이케(平氏)의 투쟁에서 시작하여 호조 씨(北条氏) ・ 구스노키 씨(楠氏) ・ 닛타 씨(新田氏) ・ 아시카가 씨(足利氏) ・ 모리 씨(毛利氏) ・ 고호조 씨(後北条氏) ・ 다케다 씨(武田氏) ・ 우에스기 씨(上杉氏) ・ 오다 씨(織田氏) ・ 도요토미 씨(豊臣氏) ・ 도쿠가와 씨(徳川氏)까지 여러 집안의 역사를 무가의 흥망을 중심으로 그 가계별로 나누어(열전체) 서술하였다. 또한 「도쿠가와 씨」는 그 시대의 제10대 쇼군(将軍)인 이에하루(家治)의 치세까지 다루었는데, 후반부는 인사 기술이 주로 되어 있다.
라이 산요가 사망한 뒤 제자 오카다 오리(岡田鴨里)가 『일본외사보』(日本外史補)를 저술, 편집 간행하였다. 다만 산요가 쓴 서문 및 범례에 해당하는 「예언」(例言)까지 게재된 것은 겐지(元治) 원년(1864년)이 최초였다.
역사 고증은 부정확한 의론에 편중된 부분이 있어, 역사서라기보다는 역사 이야기집이라고 할 수 있다(후술). 다만 독특한 사관이나 다이나믹한 표현으로 막부 말기의 존왕양이 운동에 준 영향은 실로 막대하다. 또한 「5서・9의・23책」(五書・九議・二十三策)에 해당하는 정치 경제론의 『신책』(新策)은 히로시마(広島)에 머무를 때인 분카(文化) 원년(1804년)에 완성되었는데, 훗날 이를 개고하여 『통의』(通議)라 하였다. 일본 천황 중심의 역사서 『일본정기』(日本政記, 전16권)는 「삼기」(三紀)에 해당하며, 라이 산요가 죽은 뒤 문인 이시카와 와스케(石川和介)가 산요의 유고를 교정하여 세상에 내놓았다. 신센구미의 국장 곤도 이사미(近藤勇)나 한국 병탄의 원흉 이토 히로부미(伊藤博文) 등도 이 책을 애독했던 것으로 알려져 있다.
라이 산요의 역사관, 국가관은 일본 막부 말기에서 유신, 패전 전의 일본에 큰 영향을 주었다.

## 구성
| 권수 | 명칭                                                   |      | 권수                                            | 명칭 |
| ---- | ------------------------------------------------------ | ---- | ----------------------------------------------- | ---- |
| 권1  | 겐지 전기(源氏前記) 헤이시(平氏)                       | 권12 | 아시카가 씨 후기(後記) 모리 씨(毛利氏)          |      |
| 권2  | 겐지 정기(源氏正記) 겐지 상(上)                        | 권13 | 도쿠가와 씨 전기(徳川氏前記) 오다 씨(織田氏) 상 |      |
| 권3  | 겐지 정기 겐지 하(下)                                  | 권14 | 도쿠가와 씨 전기 오다 씨 하                     |      |
| 권4  | 겐지 후기(後記) 호조 씨(北条氏)                        | 권15 | 도쿠가와 씨 전기 도요토미 씨(豊臣氏) 상         |      |
| 권5  | 닛타 씨(新田氏) 전기 구스노키 씨(楠氏)                 | 권16 | 도쿠가와 씨 전기 도요토미 씨 중                 |      |
| 권6  | 닛타 씨 정기 닛타 씨                                   | 권17 | 도쿠가와 씨 전기 도요토미 씨 하                 |      |
| 권7  | 아시카가 씨 정기 아시카가 씨 상                        | 권18 | 도쿠가와 씨 정기 도쿠가와 씨1                   |      |
| 권8  | 아시카가 씨 정기 아시카가 씨 중(中)                    | 권19 | 도쿠가와 씨 정기 도쿠가와 씨2                   |      |
| 권9  | 아시카가 씨 정기 아시카가 씨 하                        | 권20 | 도쿠가와 씨 정기 도쿠가와 씨3                   |      |
| 권10 | 아시카가 씨 후기 호조 씨                               | 권21 | 도쿠가와 씨 정기 도쿠가와 씨4                   |      |
| 권11 | 아시카가 씨 후기 다케다 씨(武田氏) 우에스기 씨(上杉氏) | 권22 | 도쿠가와 씨 정기 도쿠가와씨5                    |      |

### 내용
도쿠가와 씨
- 권15	도쿠가와 씨 전기 도요토미 씨 상 히데요시의 출자
- 권16	도쿠가와 씨 전기 도요토미 씨 중 일본 천하 통일
- 권17	도쿠가와 씨 전기 도요토미 씨 하 분로쿠 게이초의 역(慶長文禄の役) 즉 임진왜란 및 정유재란
- 권18	도쿠가와 씨 정기 도쿠가와 씨1 도쿠가와 씨의 출자
- 권19	도쿠가와 씨 정기 도쿠가와 씨2 오다 정권하에서의 이에야스
- 권20	도쿠가와 씨 정기 도쿠가와 씨3 도요토미 정권하에서의 이에야스
- 권21 도쿠가와 씨 정기 도쿠가와 씨4 세키가하라(関ヶ原)에서 에도 개부(開府)로
- 권22 도쿠가와 씨 정기 도쿠가와 씨5 히데타다(秀忠)에서 이에하루(家治)까지

## 평가
일본에서 무가(武家)의 시대사이지만, 사실에 관해서는 선행 여러 사료와의 착오도 많이 보이고 있어, 전문 학자들로부터 간행 초기부터 간간이 비판이 있어 왔다. 분고(豊後)의 유학자 호아시 반리(帆足万里)는 일본외사를 두고 「라이라는 자가 쓴 책은 문체는 속되고 화취(和臭)가 많으며 문법적으로 오류가 많은 데다 고증은 엉성하고 논의도 공평하지 못하니 장독 덮는 데나 갖다 쓸 책이다」(頼とやらの書いた書物は、文体は俗っぽく、かつ和臭だらけで文法的に間違いが多いのは勿論、考証は杜撰で、議論も公平でなく、味噌甕のふたにしか使えない)라고 책의 문체, 문법, 고증, 의론의 내용 모든 것에 대해 혹평하였다.
애초에 호아시는 본고장 중국의 한문에 대해서도 고대의 것을 중시하고 중세 이후의 것을 가볍게 보는 입장이었다. 또한 실제로는 라이 산요의 문장은 문법적인실수가 많았다기보다는 근간에서는 제대로 된 정석적인 고전 중국어 문법을 근거로 하고 있으면서도 어법, 어휘 수준에서 일본어의 영향을 볼 수 있다는 점이 문제로 꼽혔다. 이것은 《일본외사》가 일본을 다루고 있기에 조선(朝鮮)이나 월남(越南)에서 각국의 일을 다룬 고전 한문(중국어) 문서와 마찬가지로 일본만의 고유하고 독자적인 용어나 개념은 그대로 사용할 수밖에 없었던 것이 이유로 여겨지고 있다.
또한 문체가 속되다(저속하다)는 비판에 대해서는 야스오카 레이난(保岡嶺南)이 「한자를 잘 모르는 무인과 세속의 관리도 읽고 내용을 파악할 수 있다」(漢字をあまり知らない武人俗吏でも読めて内容をつかめる)라고 높게 평가한 것처럼 그 알기 쉽고 명료한 문장에 점수를 주는 사람도 많았으며,。문체, 문법 문제에 대해서는 1875년에 청(清)에서 일본외사(日本外史)가 출판될 때 현지 문인들로부터도 「좌전(左伝)이나 사기(史記)를 모방한 풍격이 있고 뛰어난 문장」이라는 호평을 받았다.
일본의 사학자 하마노 세이이치로(濱野靖一郎)는 산요의 자필 「예언」(例言), 그 중에서도 특히 제4칙에 도쿠가와 씨가 오늘날 태평이 지극히 성대한 치세를 가져오게 된 경위를 기록한, 다시 말해 에도 막부의 정통성을 주장하는 산요 자신의 설명이 있음에도 불구하고 이 부분이 세상에 나오지 않았기 때문에 막부 말기에 이르러 「오독」이 계속되었고, 산요 자신의 집필 의도와는 전혀 관계가 없는 존왕양이(尊王攘夷)나, 오히려 대척점에 있었던 토막론(討幕論) 즉 막부 타도를 주장하는 논의가 생겨나게 되었다고 지적하였다. 그리고 「예언」이 세상에 나온 메이지 이후에도 《일본외사》는 에도 막부를 옹호하는(뒤집어 말하면 막부 타도에 대해 부정적인) 역사서였다는 점이 의도적으로 무시되어 왔다고 평가하고 있다.

## 일본에서 간행된 관련 문헌
- 『일본외사』(이와나미 문고 상중하) - 위에서 아래로 내려 쓰는 문어체(文語体)로 번역되었다.
- 『일본의 명저28 라이 산요』(중앙공론사中央公論社) - 현대 일본어 초역판으로 신판은 「주고 박스」(中公バックス)
자손 라이 쓰토무(頼惟勤) 등에 의한 번역 ・ 간행(주오공론이 책임 편집을 맡았다). 1 ・ 2 ・ 3 ・ 5 ・ 6 ・ 11 ・ 13 ・ 14권 이렇게 8개 장(「오다 씨」까지)의 발췌이다.